# Lípa pod Ticholovcem
Lípa pod Ticholovcem je památný strom u obce Příchovice. Více než 250 let stará lípa malolistá (Tilia cordata) roste u kaple sv. Anny při cestě z Příchovic do Kucín na jižním svahu vrchu Ticholovec. Obvod jejího kmene 378 cm a výška stromu je 18 m (měření 1975). Chráněna od roku 1976 pro svůj vzrůst, jako krajinná dominanta, součást památky a pro připomenutí historické události.

## Mohyla a pověst
Barokní kaplička sv. Anny a lípa stojí na mohyle, ve které jsou pochováni francouzští vojáci z válek o rakouské dědictví.
Podle Ferdinanda Nohavce, místního učitele, se v roce 1742 mezi kameny buližníkových skal ukrylo sedm vojáků utíkajících před husary z Prahy do Bavorska. Odpočívali přes den, aby za soumraku vyrazili dále na cestu. Když večer chtěli pokračovat v cestě, vyřítila se náhle deset husarů po cestě od Kucín a došlo k boji. Šest vojáků bylo zabito a i jejich třicetiletý velitel po krátkém procitnutí z bezvědomí zemřel. Před svou smrtí stačil do blátivého pole schovat dlouhý a těžký předmět. Ráno druhého dne našli příchovičtí mrtvé vojáky, odpoledne jim vykopali hrob a postavili dřevěný kříž. Po několika letech oral sedlák Louda pole pod křížem, když pluh o cosi zazvonil. Sedlák zastavil a v brázdě našel kovové víko. Hledal a v zemi našel kovovou pokladnu plnou zlatých a stříbrných peněz. Vzal svůj nález domů a vypravil se do Přeštic, aby se na tamním proboštství zeptal, co s penězi dělat. Uložili mu poklad přinést do Přeštic a dali mu peníze, aby na místě nálezu u lípy vystavěl kapličku.